# Hiob Ludolf
Hiob Ludolf (Erfurt, 15 giugno 1624 – Francoforte sul Meno, 8 aprile 1704) è stato un orientalista tedesco, pioniere degli studi etiopistici.

## Biografia
Dopo gli studi di filologia ad Erfurt e Leida, Hiob Ludolf si recò a Roma nel 1649 su richiesta della corte svedese e qui conobbe e divenne intimo amico del monaco etiope Abba Gorgoryos, che gli insegnò l'aramaico. Tra il 1652 e il 1678 fu al servizio del duca di Sassonia-Gotha e, in questo periodo, scrisse una grammatica etiopica (pubblicata a Londra nel 1661) e un lessico etiopico-latino. Nel 1681, dopo essersi ritirato a Francoforte sul Meno, scrisse una Storia d'Etiopia (poi tradotta in inglese, francese e olandese) e nel 1683 visitò Londra per proporre commerci con l'Etiopia, ma i suoi sforzi furono frustrati dalla Chiesa ortodossa etiope.
Nel 1684 tornò a Francoforte sul Meno e si dedicò agli studi fino alla morte. Nel 1690 fu eletto presidente del Collegium Imperiale Historicum e nel 1691 pubblicò un Commentarius in cui andava ad ampliare l'Historia aethiopica del decennio precedente, poi ulteriormente ampliata con le Appendices del 1693/1694. Nel 1698 pubblicò una grammatica aramaica e un lessico aramaico-latino. Pare che nel corso della vita abbia imparato venticinque lingue.
Morì a Francoforte sul Meno nel 1704 all'età di 79 anni e fu sepolto nella chiesa di Santa Caterina.

## Opere
- Grammatica aethiopica (Londra, 1661)
- Sciagraphia historiae aethiopicae (Jena, 1676)
- Historia aethiopica (Francoforte, 1681)
- Grammatica linguae amharicae (Francoforte, 1698)
- Lexicon amharico-latinum (Francoforte, 1698)
- Lexicon aethiopico-latinum (Francoforte, 1699)